# Francisco Pascual Obama Asue
Francisco Pascual Obama Asue is een politicus uit Equatoriaal-Guinea en lid van de PDGE. Van 2016 tot 2023 was hij de premier van zijn land.

## Politieke loopbaan
Obama Asue was in het verleden meerdere malen minister in het kabinet van president Teodoro Obiang Nguema Mbasogo. De portefeuilles die hij had varieerden van Sport en Jeugd, over Economie tot Sociale Vooruitgang en Volksgezondheid. Na de presidentsverkiezingen in april 2016 werd hij door de president benoemd tot nieuwe premier. Zijn ambtstermijn begon op 22 juni 2016. Hij bekleedde het premierschap ruim 6,5 jaar en werd op 1 februari 2023 opgevolgd door Manuela Roka Botey.